# Meczet Umara ibn Al-Chattaba
Meczet Umara ibn al-Chattaba (hiszp.: Mezquita de Omar Ibn Al-Jattab) – meczet w kolumbijskim mieście Maicao w departamencie La Guajira na północy kraju. Trzeci pod względem wielkości meczet w Ameryce Łacińskiej.

## Historia
Początki społeczności muzułmańskiej w regionie sięgają lat 60. i 70. XX wieku, gdy pojawiła się w północnej Kolumbii imigracja z krajów arabskich, przede wszystkim z Libanu, Palestyny i Syrii.
Meczet został oddany do użytku 17 września 1997 roku. Architektem, który zaprojektował meczet był Irańczyk Ali Namazi.
Meczet nazwano imieniem Umara ibn al-Chattaba, który był drugim kalifem sunnickiego islamu.

## Opis
Do budowy meczetu wykorzystano włoski marmur. Meczet posiada minaret o wysokości 31 metrów. Wnętrze meczetu składa się z dwóch sal – pierwszej służącej przede wszystkim do wykonywania ablucji, oraz drugiej, głównej, pełniącej funkcję sali modlitewnej. Meczet posiada również wewnętrzny balkon pełniący funkcję babińca, na którym modlą się kobiety.
Minaret wykorzystywany jest w piątki, gdy rozlegają się z niego nawoływania na Dżummuah. Od 2020 roku burmistrzem Maicao jest Mohamad Jaafar Dasuki Haaj, pierwszy burmistrz będący członkiem gminy muzułmańskiej.